# Osten (Oste)
Pour les articles homonymes, voir Osten.
Osten est une commune allemande de l'arrondissement de Cuxhaven, dans le land de Basse-Saxe.